# 800 (číslo)
Osm set je přirozené číslo. Následuje po čísle sedm set devadesát devět a předchází číslu osm set jedna. Římskými číslicemi se zapisuje DCCC, řeckými číslicemi ω' a hebrejskými číslicemi ף.

## Matematika
800 je:
- Součet čtyř po sobě jdoucích prvočísel (193 + 197 + 199 + 211)
- Abundantní číslo
- Složené číslo
- Nešťastné číslo

## Astronomie
- (800) Kressmannia je planetka hlavního pásu, kterou objevil v roce 1915 Max Wolf

## Ostatní
- +800 je mezinárodní telefonní předvolba vyhrazená pro Mezinárodní zelenou linku (UIFN)

## Roky
- 800
- 800 př. n. l.